# 24 Heures du Mans 1931
Navigation
Édition précédente Édition suivante
Les 24 Heures du Mans 1931 sont la 9e édition de l'épreuve et se déroulent les 13 et 14 juin 1931 sur le circuit de la Sarthe.

## Nombre de pilotes qualifiés pour la course
52 pilotes sont au départ de cette édition 1931 dont 49 hommes et trois femmes.
| 26 Français | 20 Britanniques | 5 Italiens | 1 Monégasque |  |

## Classement final de la course

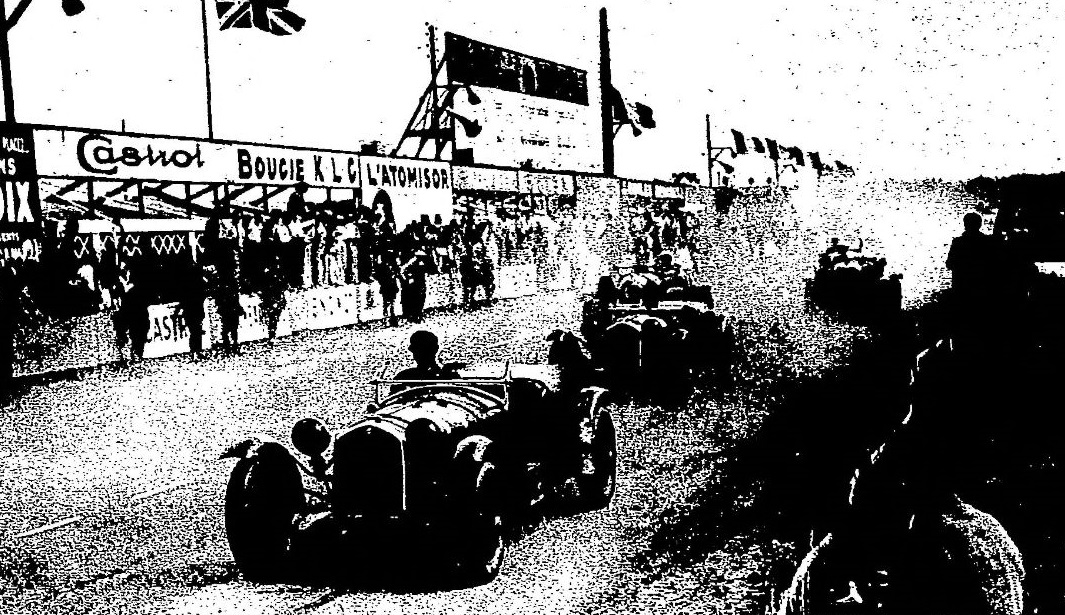
Départ des 24 Heures du Mans 1931.

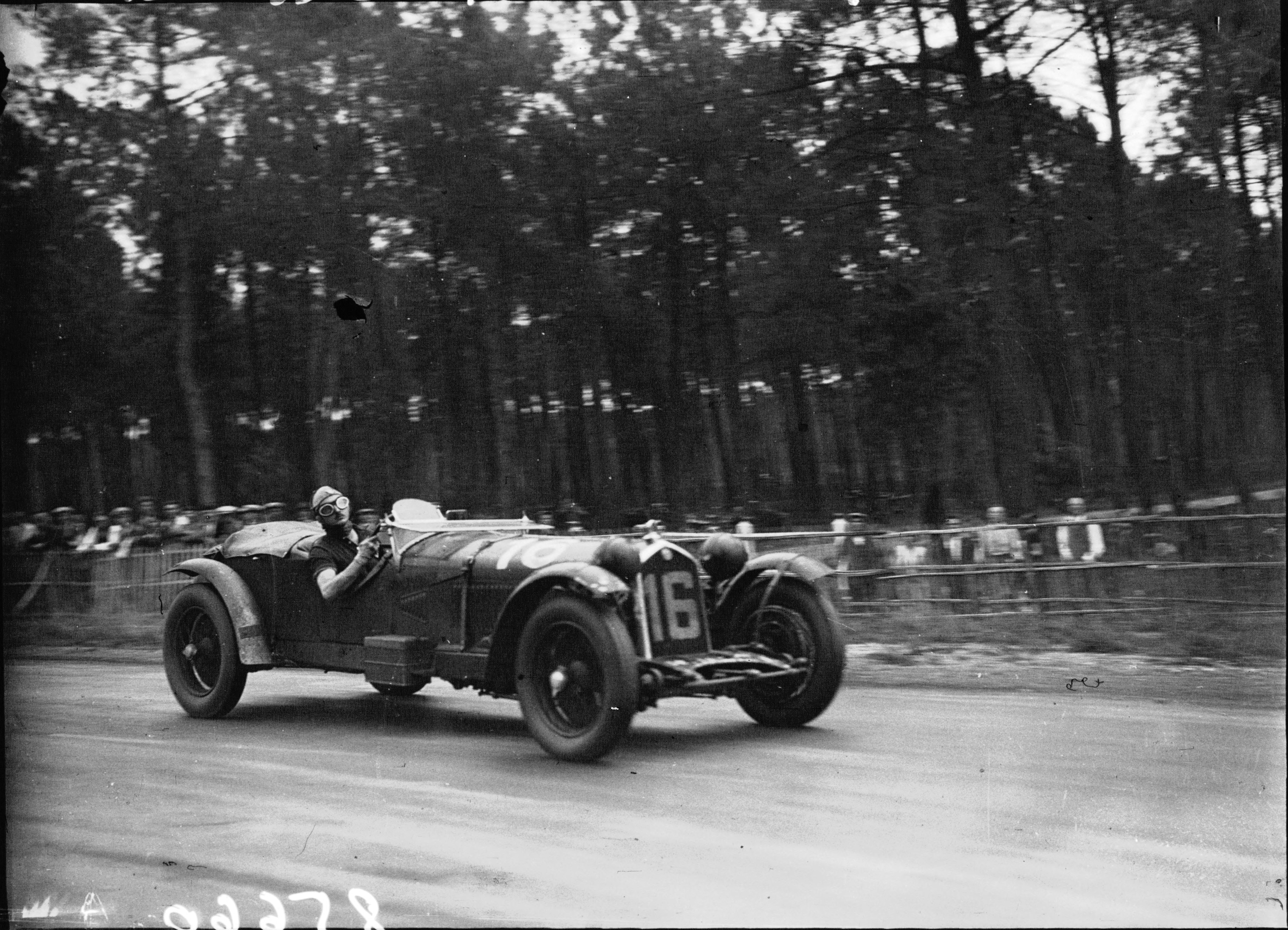
L'Alfa Romeo no 16 de Howe et Birkin.

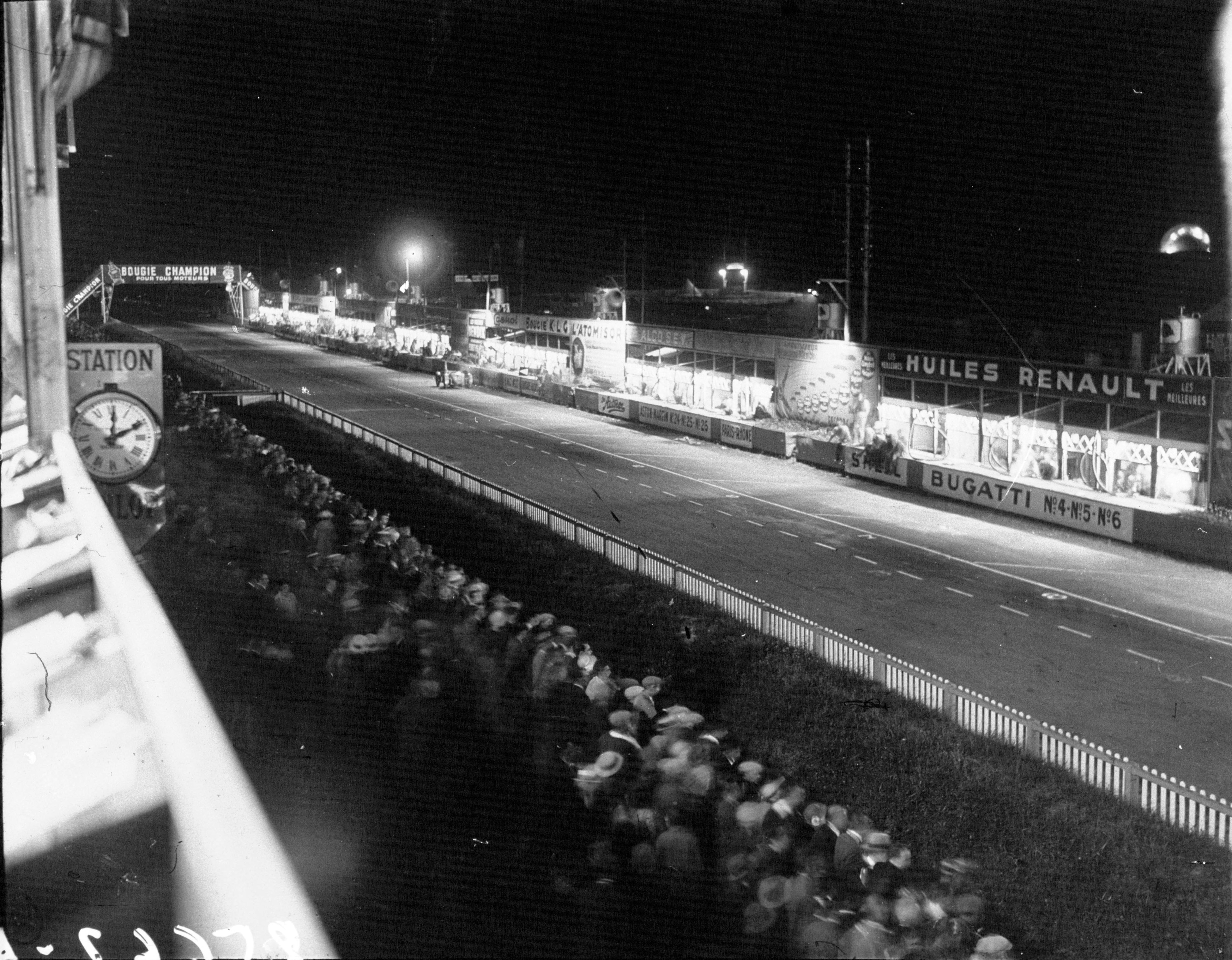
Les stands de nuit à l'édition 1931.

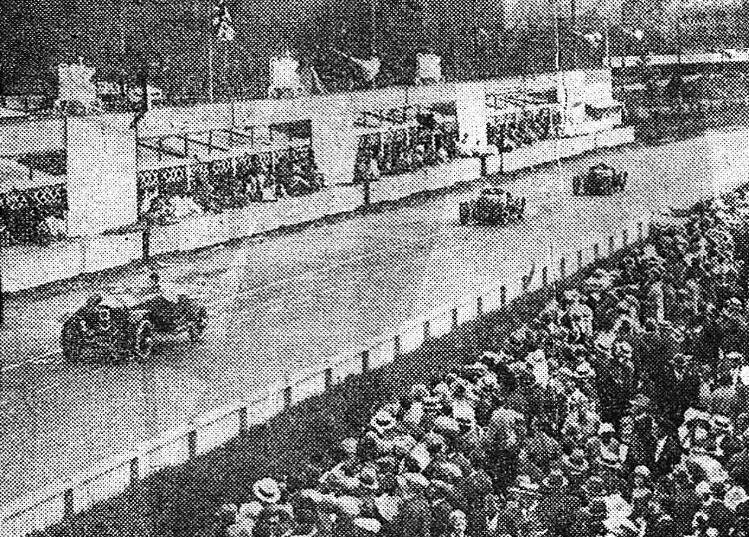
24 Heures du Mans 1931, Trébort et Balart 4e sur la numéro 9.

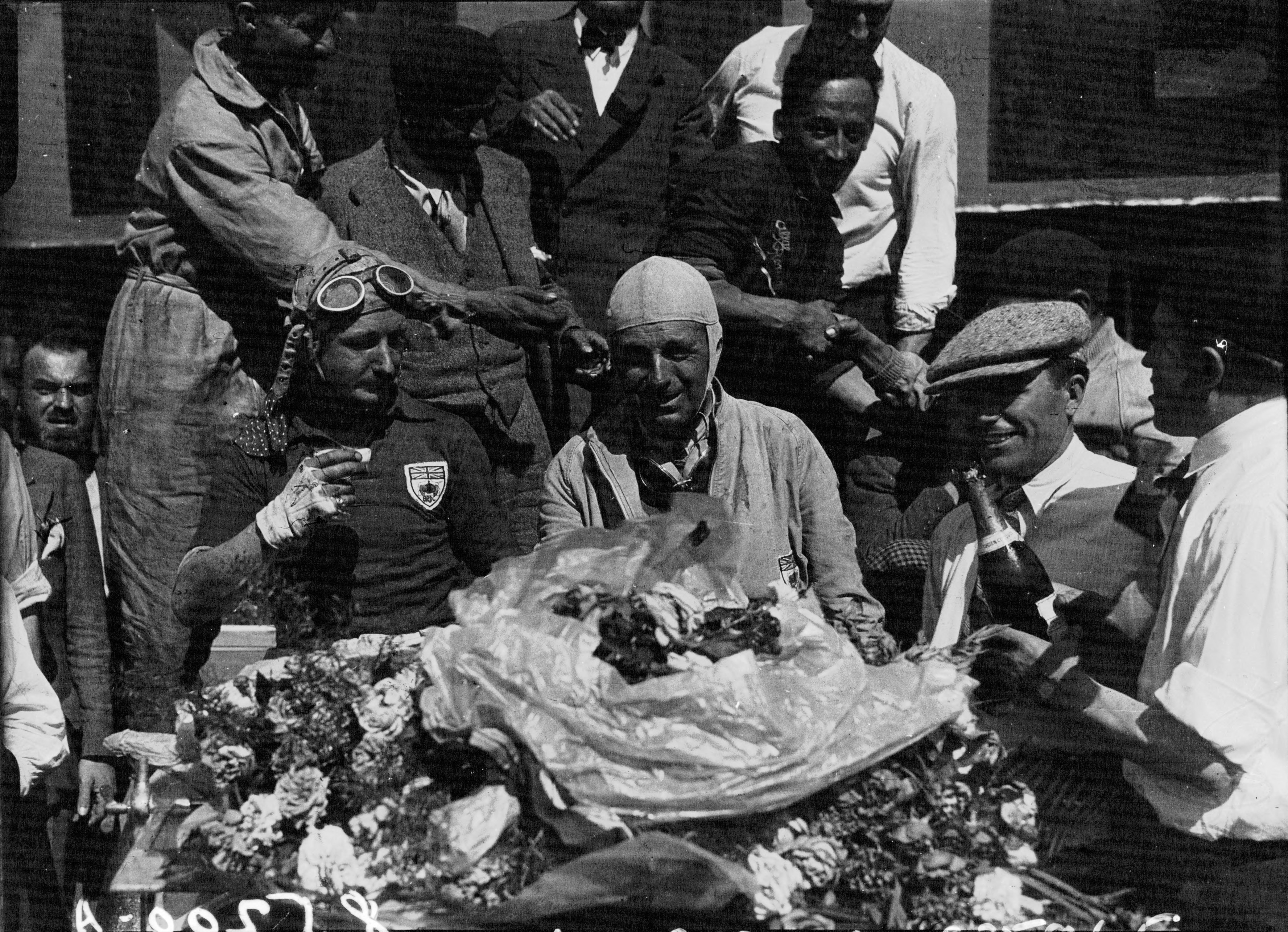
Lord Howe et Henry Birkin...

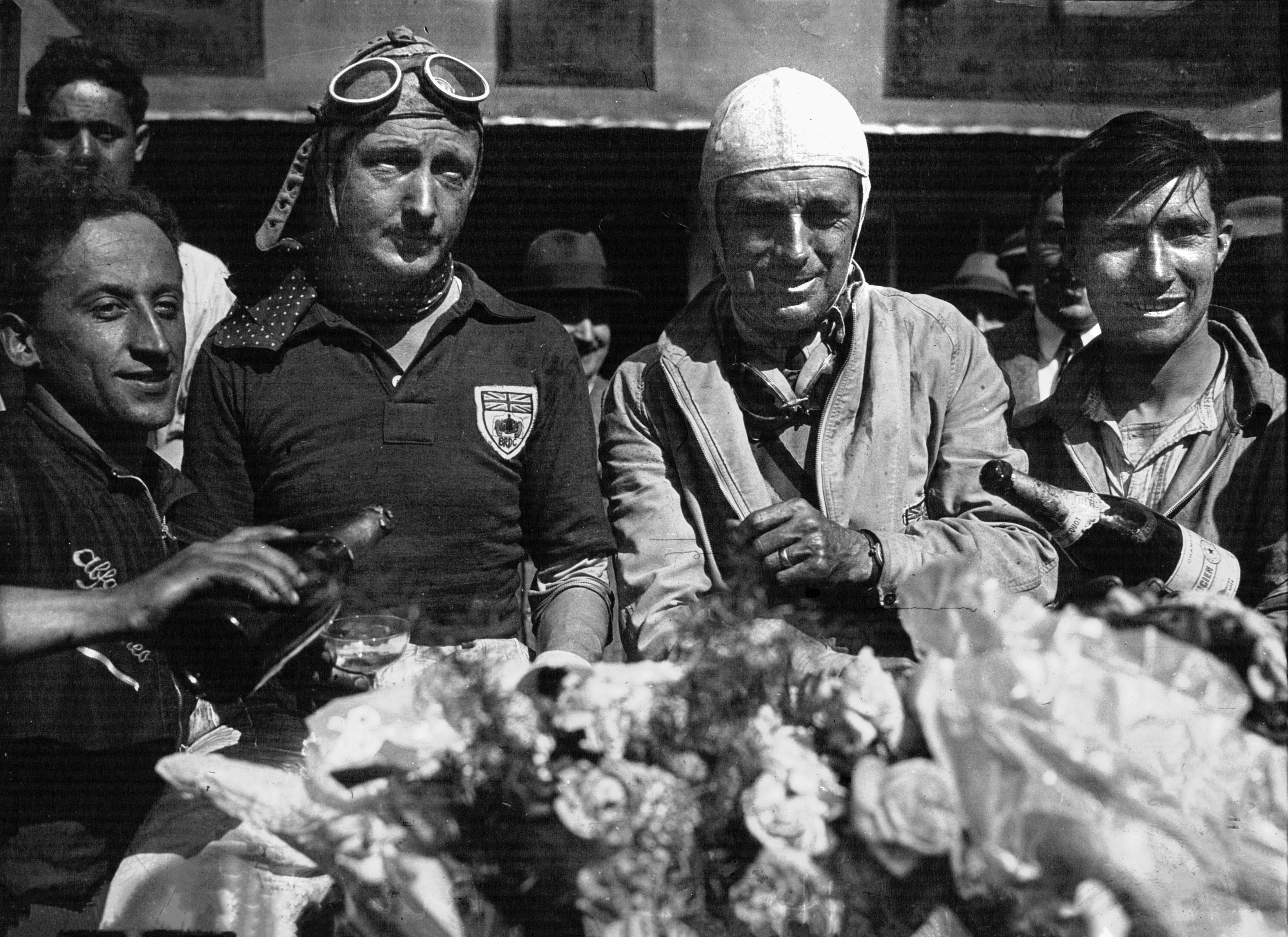
...vainqueurs en 1931.

| Pos.  | Catégorie | no | Écurie                        | Pilotes                                | Châssis                       | Moteur                             | Tours |
| ----- | --------- | -- | ----------------------------- | -------------------------------------- | ----------------------------- | ---------------------------------- | ----- |
| 1     | 3.0       | 16 | Lord Howe                     | Lord Howe Sir Henry Birkin             | Alfa Romeo 8C 2300 LM         | Alfa Romeo 2,3 l compresseur L8    | 184   |
| 2     | 8.0       | 1  | Boris Ivanowski               | Boris Ivanowski Henri Stoffel          | Mercedes-Benz SSK             | Mercedes-Benz 7,1 l compresseur L6 | 177   |
| 3     | 3.0       | 11 | Arthur W. Fox Charles Nicholl | Tim Rose-Richards Owen Saunders-Davies | Talbot AV105                  | Talbot 3,0 l I6                    | 173   |
| 4     | 5.0       | 9  | Henri Trébort                 | Henri Trébort Louis Balart             | La Lorraine-Dietrich B3-6     | La Lorraine 3,4 l L6               | 150   |
| 5     | 1.5       | 25 | Aston Martin                  | A.C. Bertelli Maurice Harvey           | Aston Martin 1½ International | Aston Martin 1,5 l L4              | 139   |
| 6     | 1.1       | 29 | Yves Giraud-Cabantous         | Just-Émile Vernet Fernand Vallon       | Caban Spéciale                | Ruby 1,1 l L4                      | 128   |
| N. c. | 750       | 31 | Francis Samuelson             | F.H.B. Samuelson Freddy Kindell        | MG C Midget                   | MG 0,7 l compresseur L4            | ?     |
| Dsq.  | 1.1       | 27 | M. de Ricou                   | Gustave Duverne Robert Girod           | BNC                           | BNC 1,1 l L4                       | 111   |
| Dsq.  | 1.5       | 22 | Mme Marguerite Mareuse        | Marguerite Mareuse Odette Siko         | Bugatti Type 40               | Bugatti 1,5 l L4                   | 45    |
| Abd.  | 3.0       | 10 | Arthur W. Fox Charles Nicholl | Brian E. Lewis Johnny Hindmarsh        | Talbot AV105                  | Talbot 3,0 l L6                    | 132   |
| Abd.  | 1.5       | 26 | Aston Martin                  | Sammy Newsome Kenneth Peacock          | Aston Martin 1½ International | Aston Martin 1,5 l L4              | 126   |
| Abd.  | 1.5       | 24 | Aston Martin                  | Humphrey W. Cook Jack Bezzant          | Aston Martin 1½ International | Aston Martin 1,5 l L4              | 111   |
| Abd.  | 3.0       | 14 | Soc. Anon. Alfa Romeo         | Goffredo Zehender Attilio Marinoni     | Alfa Romeo 8C 2300            | Alfa Romeo 2,3 l L8                | 99    |
| Abd.  | 1.5       | 23 | Jean Sébilleau                | Jean Sébilleau Georges Delaroche       | Bugatti Type 40               | Bugatti 1,5 l L4                   | 96    |
| Abd.  | 3.0       | 12 | Richard Ormonde Shuttleworth  | Peter Hope-Johnson Jack H. Barlett     | Arrol-Aster                   | Arrol-Aster 2,4 l L6               | 95    |
| Abd.  | 1.1       | 28 | Yves Giraud-Cabantous         | Roger Labric Yves Giraud-Cabantous     | Caban Spéciale                | Caban 1,1 l L4                     | 89    |
| Abd.  | 1.1       | 30 | Lombard                       | Charles Cherrier Camille Royer         | Lombard                       | Lombard 1,1 l L4                   | 45    |
| Abd.  | 750       | 32 | Hon. Mrs. Chetwynd            | Mrs. Chetwynd H.H. Stisted             | MG C Midget                   | MG 0,7 l compresseur L4            | 30    |
| Abd.  | 5.0       | 7  | Anthony Bevan                 | Anthony Bevan Mike Couper              | Bentley 4½                    | Bentley 4,4 l L4                   | 29    |
| Abd.  | 5.0       | 5  | Équipe Bugatti                | Albert Divo Guy Bouriat                | Bugatti Type 50S              | Bugatti 5,0 l compresseur L8       | 26    |
| Abd.  | 5.0       | 4  | Équipe Bugatti                | Achille Varzi Louis Chiron             | Bugatti Type 50S              | Bugatti 5,0 l compresseur L8       | 24    |
| Abd.  | 3.0       | 19 | Antoine Schumann              | Pierre Louis-Dreyfus Mariette Delangle | Bugatti Type 43               | Bugatti 2,3 l L8                   | 22    |
| Abd.  | 5.0       | 6  | Équipe Bugatti                | Comte Caberto Conelli Maurice Rost     | Bugatti Type 50S              | Bugatti 4,9 l compresseur L8       | 20    |
| Abd.  | 8.0       | 3  | Édouard Brisson               | Édouard Brisson Joseph Cattaneo        | Stutz DV32                    | Stutz 5,3 l compresseur L8         | 19    |
| Abd.  | 8.0       | 2  | Pas de nom d'écurie           | Henri De Costier Raymond Lussan        | Chrysler Imperial             | Chrysler 6,3 l L8                  | 18    |
| Abd.  | 5.0       | 8  | Raymond Sommer                | Raymond Sommer Jean Delemer            | Chrysler 80                   | Chrysler 4,6 l L6                  | 14    |

Détails :
- La no 31 M.G. Midget C n'est pas classée pour avoir effectué le dernier tour en plus de 30 minutes.
- La no 27 BNC et la no 22 Bugatti Type 40 sont disqualifiées pour avoir toutes les deux subi un ravitaillement anticipé.

## Record du tour
- Meilleur tour en course :  Boris Ivanowski (no 1, Mercedes-Benz SSK) en 7 min 3 s.

## Prix et trophées
- Prix de la performance :  Lord Howe (no 16 Alfa Romeo 8C).
- 7e Coupe Biennal :  Lord Howe (no 16, Alfa Romeo 8C).

## À noter
- Longueur du circuit : 16,340 km
- Distance parcourue : 3 017,654 km
- Vitesse moyenne : 125,735 km/h
- Écart avec le 2e : 112,515 km